# Scott McClellan
Pour les articles homonymes, voir McClellan.
Scott McClellan (né le 14 février 1968), est le porte-parole de la Maison-Blanche du 15 juillet 2003 au 26 avril 2006.

## Biographie
Natif du Texas, Scott McClellan est nommé au poste de porte-parole de la Maison-Blanche peu après le début de la guerre d'Irak en 2003.
Très critiqué pour son agressivité, il démissionne le même jour que Karl Rove, conseiller politique de George W. Bush.
C'est le journaliste de Fox News, Tony Snow qui lui succède.
En mai 2008, il fait paraître un livre intitulé What Happened dans lequel il critique l'administration Bush ainsi que les méthodes opaques de désinformation de celle-ci, en particulier sur la gestion de la guerre contre l'Irak. Selon Dick Morris, ancien conseiller de Bill Clinton, le livre n'apporte pas beaucoup d'information et serait financé par George Soros.
Le 24 octobre 2008, quelques jours avant l'élection présidentielle américaine, il annonce qu'il votera pour le candidat démocrate Barack Obama, car il le considère comme « le candidat qui a le plus de chances de changer la manière dont Washington fonctionne ».